# اكي ساساكي
اكي ساساكي (باليابانية: 佐々木一輝) (19 فبراير 1991 في توكوشيما في اليابان – )؛ هو لاعب كرة قدم ياباني سابق كان يلعب كمهاجم.

## وصلات خارجية
- اكي ساساكي على موقع رابطة كرة القدم اليابانية للمحترفين (اليابانية)
- اكي ساساكي على موقع قاعدة بيانات كرة القدم.إي يو (الإنجليزية)
- اكي ساساكي على موقع Soccerway.com (الإنجليزية)
- اكي ساساكي على موقع عالم كرة القدم.نت (الإنجليزية)